# Monforte de la Sierra
Monforte de la Sierra ist ein westspanischer Ort und eine Gemeinde (municipio) mit 53 Einwohnern (Stand: 2024) in der Provinz Salamanca in der Autonomen Gemeinschaft Kastilien-León. 

## Lage und Klima
Monforte de la Sierra liegt etwa 95 Kilometer südsüdwestlich von Salamanca in einer Höhe von gut 840 m im Parque Natural de las Batuecas y Sierra de Francia.
Das Klima ist gemäßigt bis warm; Regen (ca. 696 mm/Jahr) fällt hauptsächlich im Winterhalbjahr.

## Bevölkerungsentwicklung
| Jahr      | 1970 | 1981 | 1991 | 2001 | 2011 | 2021 |
| Einwohner | 288  | 158  | 149  | 118  | 108  | 61   |

Der Bevölkerungsrückgang seit den 1950er Jahren ist im Wesentlichen auf die Mechanisierung der Landwirtschaft, die Aufgabe von bäuerlichen Kleinbetrieben und den damit einhergehenden Verlust an Arbeitsplätzen zurückzuführen.

## Sehenswürdigkeiten
- Michaeliskirche (Iglesia de San Miguel Arcángel)

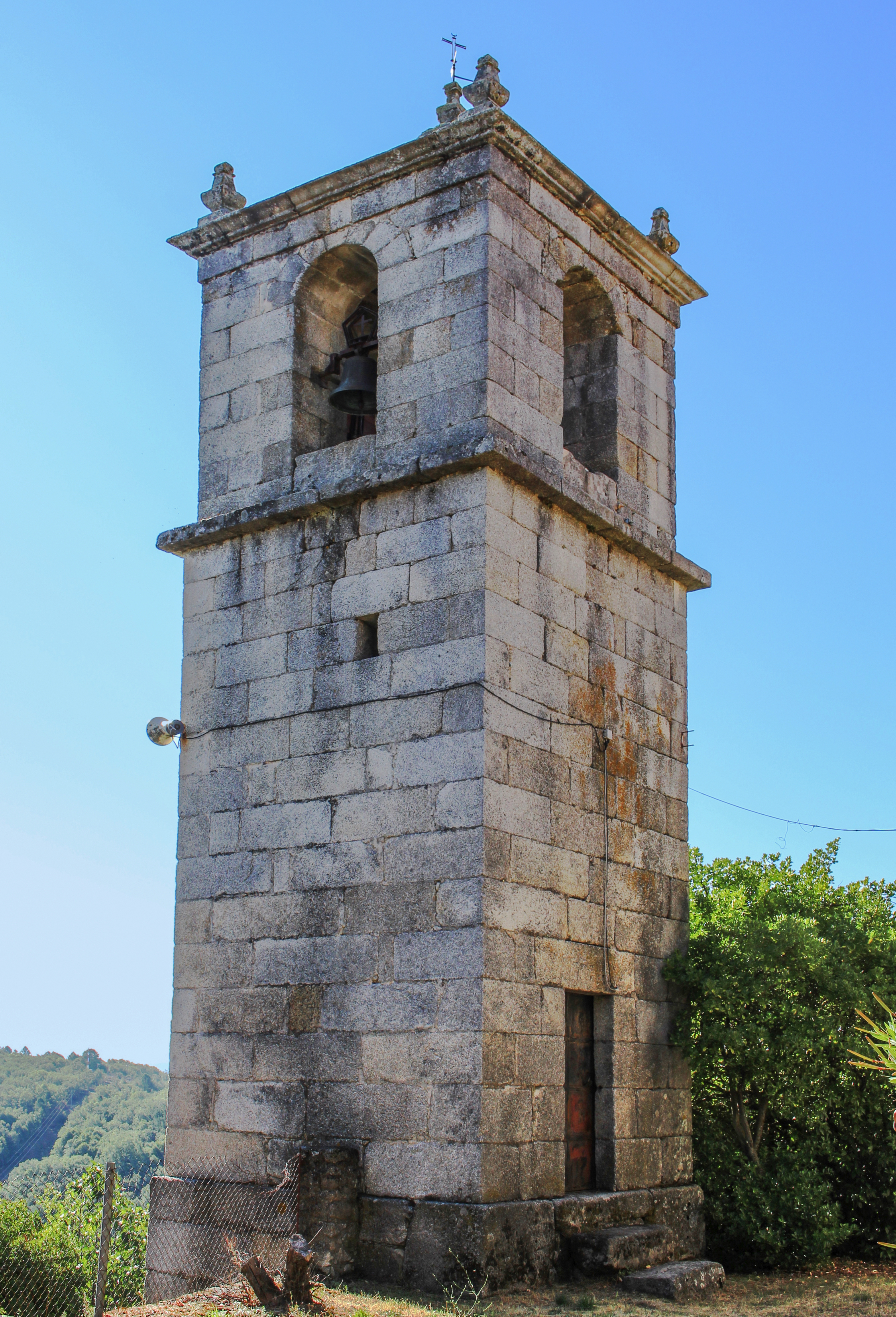
Turm der Michaeliskirche